# Tenhle život není pro tebe, Lízo Simpsonová
Tenhle život není pro tebe, Lízo Simpsonová (v anglickém originále Lisa Simpson, This Isn't Your Life) je 5. díl 22. řady (celkem 469.) amerického animovaného seriálu Simpsonovi. Scénář napsal Joel H. Cohen a díl režíroval Matthew Nastuk. V USA měl premiéru dne 14. listopadu 2010 na stanici Fox Broadcasting Company a v Česku byl poprvé vysílán 9. června 2011 na stanici Prima Cool.

## Děj
Maggie touží získat figurku „Dítě, chci tě“ ze sběratelské sbírky Malých veselých skřítků. Homer se rozhodne, že s rodinou zajedou do čerpací stanice Texxon. To vede k tomu, že Homer neustále nakupuje benzin, aby vyhrál vzácnou figurku „Dítě, chci tě“. Ani po několika pokusech se jim to nepodaří. Když se vrací domů, tak projíždí částí města, kde Marge vyrůstala. Poté, co rodina dům navštíví, si Líza povšimne, že Marge byla velmi úspěšná studentka s vyznamenáním. Líza je šokována, když ředitel Skinner potvrzuje, že Marge byla v dětství velmi chytrá, ale to jí nezabránilo skončit jako stereotypní matka v domácnosti. Skinner ji varuje, že pravděpodobně dopadne stejně jako její matka, ředitel říká, že děti mají často stejný osud jako jejich rodiče. Mezitím je školní hřiště zabláceno kvůli nesprávnému fungování odvodňovacího systému. Bart omylem zašpiní Nelsona blátem. Když se Bart Nelsona pokusí udeřit, Bart uklouzne a neúmyslně kopne Nelsona do obličeje, což vede ostatní děti k tomu, aby považovali Barta za nového rváče školy.
Líza zjistí, že Margin prospěch se rapidně zhoršil poté, co začala chodit s Homerem. V důsledku tohoto se Líza snaží nerozptylovat se, aby nedopadla jako Marge. Zbaví se všeho, co by ji mohlo rozptylovat od jejího cíle „dlouhého a šťastného života“, včetně jejího saxofonu. Marge zjistí, že Líza nechce být jako ona. Přestože se Líza pokouší zmírnit její kritiku, Marge se ke dceři chová „ledově“. Ve škole se Nelson baví s Bartem u hřiště na tetherball. Nelson omylem udeří do míče (namísto do Barta), který se otočí kolem a omylem Nelsona srazí. Další podobný incident se odehrává ve škole, kde Nelson omylem vrazí do otevřené skříňky a zamkne se do ní.
Líza se dozví o Klášterské akademii a snaží se přesvědčit své rodiče, aby ji na akademii přihlásili. Marge je proti, podle ní je stipendium na akademii příliš drahé a komentář ředitele ji uráží. Poté, co ředitel a Marge zdánlivě diskutovali o Lízině přijetí, je Líza přijata. Podle Marginy rady se Bart snaží zastavit Nelsona v útoku na něj tím, že se mu má polichotit. Nelson lichotku přijímá a ukončuje jejich spor. Líza zjistí, že nebyla přijata na stipendium; byla přijata pouze proto, že Marge souhlasila s praním veškerého prádla školy. Marge prala dlouho do noci jen kvůli Lízinu studiu. Líza sdělí Marge, že už nechce chodit do Klášterní akademie kvůli tomu, že je příliš elitní a byla by poctěna, kdyby skončila jako matka. Při společném objetí se Líza tváří smutně, kvůli tomu, co způsobila. Homer ukradl „Dítě, chci tě“ z čerpací stanice Texxon kvůli tomu, aby Maggie byla šťastná. Majitel dorazí do vykradené stanice a zeptá se, jestli lupič vzal nějaké peníze. Když pracovník řekl, že ukradl jen hračku, majitel odpoví: „Tak teď už jo!“ a epizoda končí tím, že majitel krade peníze z pokladny.

## Přijetí
Emily VanDerWerffová, kritička The A.V. Club, vydala pozitivní recenzi tohoto dílu a nazvala jej „doposud nejlepším dílem řady tento týden“. Podle ní tento díl dobře využil vztah Lízy a Marge a vyjádřil jejich emoční vztah. Epizodu ohodnotila známkou B+.
Eric Hochberger z TV Fanatic dal dílu 4 z 5 hvězdiček a řekl, že epizoda byla „nejsilnější z této obstojné řady Simpsonových“.